# Alfred Brüggemann (Komponist)

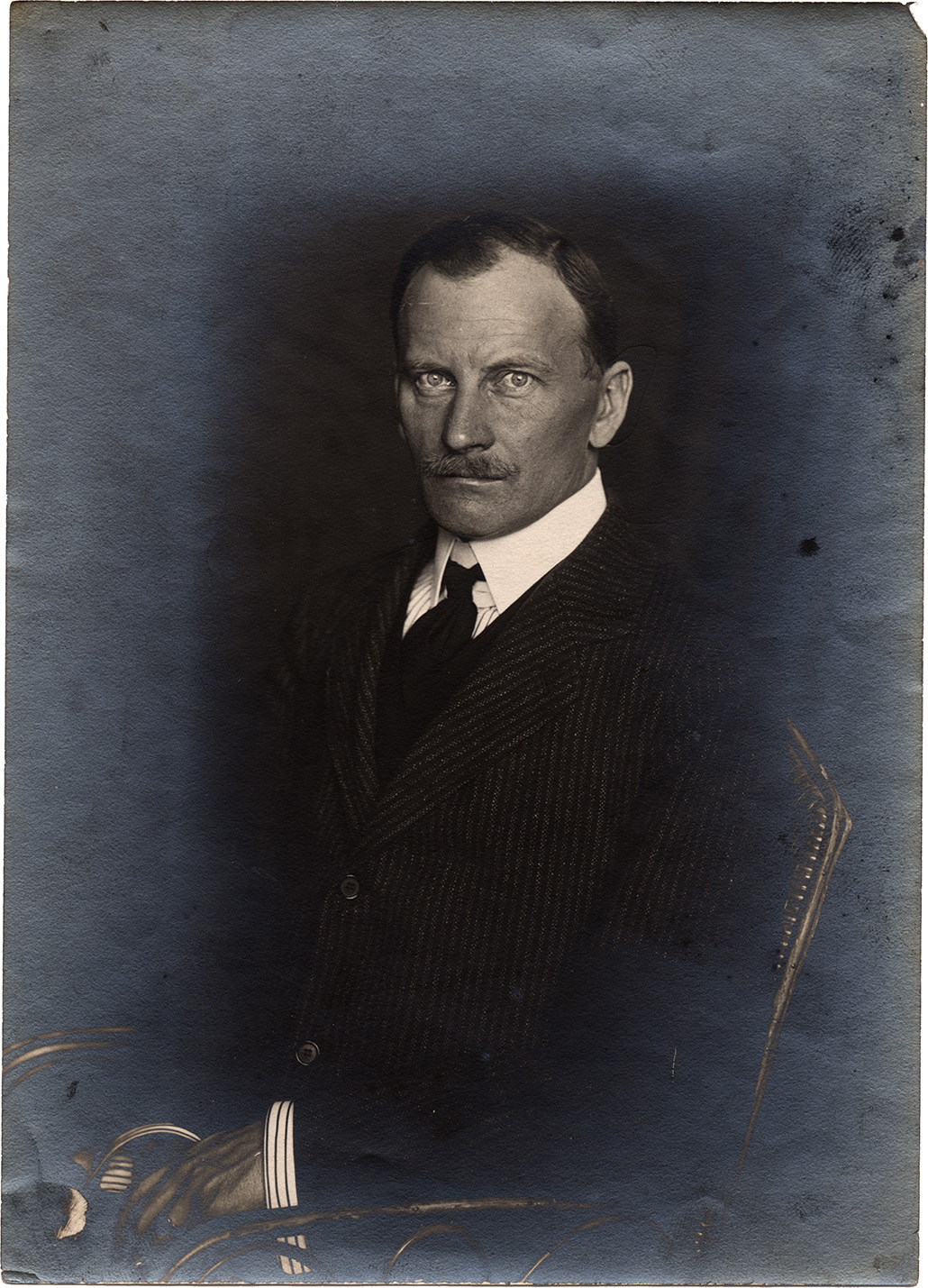
Alfred Brüggemann

Alfred Brüggemann (* 26. Juli 1873 in Aachen; † 27. September 1944 in Bad Nauheim) war ein deutscher Kapellmeister, Musikjournalist, Übersetzer und Komponist.

## Leben
Alfred Brüggemann wurde am 26. Juli 1873 in Aachen als ältester von drei Söhnen einer wohlhabenden Kaufmanns- und Offiziersfamilie geboren. Sein Vater, Walter Theodor Adolph Brüggemann, Sohn von Friedrich Adolph Brüggemann, war Berufsoffizier und starb bereits 1887 im Alter von 46 Jahren. Seine Mutter war Louise Eugenie Rosalie Brüggemann, geb. Lochner (1845–1928), eine Tochter des Aachener Tuchfabrikanten Johann Friedrich Lochner und seiner Frau Julie, geb. Erckens. Väterlicherseits stammten die Vorfahren aus dem Raum Magdeburg, mütterlicherseits aus dem Nürnberger Raum.
Nach Abbruch einer kurzen Offiziersausbildung widmete sich Alfred Brüggemann 1894 zunächst dem Studium der Philosophie und Philologie. Nachdem er sich seiner wirklichen Berufung bewusst wurde, begann er in Neapel mit einem Musikstudium, welches er in Berlin als Schüler des Komponisten Engelbert Humperdinck fortsetzte und abschloss. Seine erste Anstellung erhielt er als Kapellmeister an der Münchner Oper. 1899 kehrte er nach Italien zurück. Neben seiner Tätigkeit als Komponist war Brüggemann u. a. ständiger Korrespondent des Mailänder Musikverlags Ricordi. Für diesen schrieb er u. a. regelmäßig Beiträge (Lettera della Germania) für die Monatszeitschriften Revista di Musica und Musica d’Oggi. Daneben war Brüggemann offizieller Dolmetscher und Übersetzer für fünf Sprachen. Er übersetzte u. a. die Texte zahlreicher Opern Puccinis und anderer italienischer Komponisten vom Italienischen ins Deutsche.
Im Jahre 1904 machte Alfred Brüggemann die Bekanntschaft Giacomo Puccinis. Brüggemann hatte nach der missglückten Uraufführung von Puccinis Madama Butterfly dieses Werk verteidigt und wirkte anschließend maßgeblich an der erfolgreichen Überarbeitung mit. Es entwickelte sich eine enge musikalische Zusammenarbeit und eine große persönliche Freundschaft zwischen Brüggemann und Puccini.
Zu Beginn des Ersten Weltkrieges (1914) wurde Alfred Brüggemann als Deutscher in Italien interniert und dann in die Schweiz entlassen. Er hielt weiterhin Kontakt zu Puccini bis zu dessen Tod im Jahre 1924. Nach seinem Aufenthalt in der Schweiz ließ er sich in Koblenz in der dortigen Sommerresidenz Villa Rosa seiner Mutter Rosalie, geb. Lochner, nieder. Die Villa Rosa wurde bei der Bombardierung von Koblenz am Ende des Zweiten Weltkrieges völlig zerstört. Das gesamte Inventar einschließlich wertvoller Musikinstrumente sowie die meisten Partituren und andere Dokumente gingen verloren.
Alfred Brüggemann war in Italien zweimal verheiratet. Aus der ersten Ehe mit Geronima Bava, verw. Poggio, stammen drei Kinder (Irene, Minerva und Attilio), aus der zweiten Ehe mit Luisa Vano sechs Kinder (Carmela, Fiametta, Rosalia, Emma, Walter und Edith).
Alfred Brüggemann starb am 27. September 1944 im Alter von 71 Jahren in Bad Nauheim.
Das von ihm komponierte Orchesterwerk Sinfonia Sentimentale (op 11) wurde auf Initiative eines Enkels von Brüggemanns am 26. Juni 2004 im Rahmen der 2. Philharmonischen Chornacht des Staatsorchesters Rheinische Philharmonie in Koblenz durch dieses unter der Leitung von Iwan Angelow, einem bulgarischen Dirigenten, welturaufgeführt. Angelow hatte zuvor das nur als Partitur vorhandene Werk aufführungsreif bearbeitet und bereits im Jahre 2003 mit dem Sofia Symphonie Orchester die CD-Fassung geschaffen.